# Киоун, Мартин
Ма́ртин Ре́ймонд Кио́ун (англ. Martin Raymond Keown; 24 июля 1966) — английский футболист, центральный защитник, большую часть карьеры провёл в «Арсенале». На данный момент выступает в качестве эксперта на «Би-би-си».

## Клубная карьера
Киоун является выпускником академии «Арсенала». Именно там он сдружился со своим однолеткой Тони Адамсом, который также проходил обучение в академии «канониров».
Свой профессиональный дебют Киоун совершил, пребывая в аренде в «Брайтон энд Хоув Альбион». Там он неплохо проявил себя и, вернувшись в «Арсенал», стал регулярно выходить в основном составе, сыграв в сезоне 1985/86 в 22-х матчах чемпионата. Но во второй половине сезона он вновь отправился в аренду. Летом 1986 года новый тренер команды Джордж Грэм решил, что уровень Киоуна не соответствует амбициям клуба, и продал защитника в «Астон Виллу» за 200 тысяч фунтов.
«Астон Вилла» переживала в то время не лучшие времена. Хотя всего 4 года назад клуб добился победы в Кубке европейских чемпионов, в сезоне 1985/86 «Вилла» едва не вылетела во второй дивизион. Тренерская чехарда не сказывалась положительно на стабильности команды, и в сезоне 1986/87 она, заняв последнее место в чемпионате, перешла во второй дивизион. Однако там «Астон Вилла» задержалась всего на год. В следующем сезоне она заняла второе место и вернулась в первый дивизион. Не последнюю роль в этом сыграл Киоун, который стал твёрдым игроком основы и пропустил всего 2 матча чемпионата. Проведя ещё сезон в составе бирмингемской команды, Киоун перешёл в «Эвертон» за 750 тысяч фунтов.
Старт в «Эвертоне» был весьма успешным. Первую половину сезона клуб провёл достаточно мощно, и в конце осени он возглавлял турнирную таблицу. Однако спад в форме привёл к тому, что в итоге «ириски» заняли лишь шестое место. Киоун и здесь стал твёрдым игроком основы, однако «Эвертон» в это время не претендовал на высокие достижения.
В середине сезона 1992/93 Киоун вернулся в свой родной клуб за 2 млн фунтов. Грэм искал игрока, который сможет дополнить его могучую защитную линию, и выбор пал на Мартина. Киоун был заигран в кубках, поэтому не смог сделать вклад в исторический кубковый «дубль» 1993 («Арсенал» впервые в истории Англии выиграл одновременно Кубок Англии и Кубок лиги). Однако он смог составить достойную конкуренцию Боулду. Защита «Арсенала» тех времён была одной из лучших в Англии 90-х. Киоун составил мощный дуэт с другом детства Адамсом, как в клубе, так и в сборной. В сезоне 1995/96 он, в отсутствии Адамса, надевал капитанскую повязку.
С приходом в «Арсенал» Арсена Венгера Киоун, наконец, завоевал свои первые трофеи. Хотя в сезоне 1997/98 31-летний защитник вышел лишь в 18 матчах Премьер-лиги, он стал чемпионом Англии и завоевал Кубок Англии. Киоун оставался важным игроком команды и регулярно выходил в основе вплоть до сезона 2002/03. За это время он дважды стал чемпионом Англии и трижды выиграл Кубок Англии. В последнем для себя сезоне вместе с «Арсеналом» он вышел ровно в десяти матчах чемпионата, что позволило ему стать чемпионом Англии в третий раз. Наиболее памятным матчем сезона для него стал поединок с «Манчестер Юнайтед», который состоялся 20 сентября 2003 года. Игра отметилась большим количеством стычек, капитан «канониров» Патрик Виейра был удалён с поля за две жёлтые карточки. На последних минутах матча в ворота «Арсенала» был назначен пенальти за то, что Форлан упал в борьбе с Киоуном. Выполнять пенальти взялся ван Нистелрой, который и спровоцировал Виейра перед тем, как тот получил вторую жёлтую карточку. Однако удар Руда пришёлся в перекладину. После финального свистка Киоун, не сдержав эмоции, стал прыгать вокруг Нистелроя, едва удерживаясь от того, чтобы навесить голландцу тумаков. Эти кадры часто использовались, чтобы продемонстрировать весь накал страстей, который царил в то время в поединках между «Арсеналом» и «Манчестер Юнайтед».
Доиграв сезон, Киоун на правах свободного агента покинул «Арсенал». По его признанию, окончательное решение он принял, когда увидел, что мать нового игрока команды Фабрегаса примерно того же возраста, что и он сам. Поиграв в Англии ещё один сезон, Киоун завершил карьеру игрока.

## Карьера в сборной
Киоун начинал в юношеских командах для игроков до 16 и 18 лет. В 1992 году он дебютировал за национальную сборную в матче против Франции. На чемпионате Европы 1992 он заменил травмированного Марка Райта и сыграл во всех трёх матчах своей сборной на этом турнире.
Однако новый тренер сборной Англии Венейблс игнорировал Киоуна, поэтому вплоть до 1997 года Мартин не получал вызова в сборную. Ситуация изменилась с приходом Ходдла. Он взял Киоуна на чемпионат мира 1998, однако там Мартин не вышел на поле ни в одном матче.
При Кигане Киоун стал игроком основы сборной, однажды он даже вывел команду в статусе капитана. Но со временем возраст стал вносить свои коррективы. Киоун поехал на чемпионат мира 2002, однако не сыграл там ни одного матча. Всего за сборную он выходил 43 раза, забил 2 гола.

## Достижения и награды
- Победитель чемпионата Англии: 1997/98, 2001/02, 2003/04
- Обладатель Кубка Англии: 1998, 2002, 2003
- Обладатель Суперкубка Англии: 1998, 1999, 2002
- Обладатель Кубка обладателей кубков УЕФА: 1994